# Science-Fiction-Jahr 1913
Übersicht

◄◄ | ◄ | 1909 | 1910 | 1911 | 1912 | Science-Fiction-Jahr 1913 | 1914 | 1915 | 1916 | 1917 | ► | ►►

Weitere Ereignisse

## Neuerscheinungen Literatur
| Deutscher Titel                                           | Deutschsprachiges Erscheinungsjahr | Originaltitel              | Autor                          | Anmerkungen                             |
| --------------------------------------------------------- | ---------------------------------- | -------------------------- | ------------------------------ | --------------------------------------- |
| Das Polarschiff                                           | –                                  | –                          | Johannes Kaltenboeck           |                                         |
| Der Golfstrom                                             | –                                  | –                          | Hans Ludwig Rosegger           |                                         |
| Der KreiselkompaB                                         | –                                  | –                          | Hans Dominik                   |                                         |
| Der letzte Arzt                                           | –                                  | –                          | Hans Lungwitz                  |                                         |
| Der Mann mit den drei Augen                               | –                                  | –                          | August Hoffmann von Vestenhof  |                                         |
| Der Tunnel                                                | –                                  | –                          | Bernhard Kellermann            | Digitalisat: Internet Archive Rezension |
| Die Millionenschlacht an der Saar                         | –                                  | –                          | Julius Hoppenstedt             |                                         |
| Die Rosen                                                 | –                                  | –                          | Karl Lorenz                    |                                         |
| Die totale Umwälzung                                      | –                                  | –                          | Konrad Wendorff                |                                         |
| Die Volksherrschaft im Gottesstaat, der Staat der Zukunft | –                                  | –                          | Markus                         |                                         |
| Ein Experiment                                            | –                                  | –                          | Hans Dominik                   |                                         |
| Fünf Jahre auf dem Mars                                   | –                                  | –                          | Waldemar Schilling             |                                         |
| Hundert Jahre deutsche Zukunft                            | –                                  | –                          | Max Heinrichka                 |                                         |
| Im Giftstrom / Das Ende der Welt                          |                                    | The Poison Belt            | Arthur Conan Doyle             |                                         |
| Lesabéndio                                                | –                                  | –                          | Paul Scheerbart                |                                         |
| Männer                                                    | –                                  | –                          | Georg Wilhelm Haupt-Heydemarck |                                         |
| Münchhausens Wiederkehr                                   | –                                  | –                          | Robert Walter                  |                                         |
| Neudeutschland                                            | –                                  | –                          | Heinrich Teut                  |                                         |
| Rosa die schöne Schutzmannsfrau                           | –                                  | –                          | Salomo Friedlaender            |                                         |
| Terra incognita                                           | –                                  | –                          | E. Schott                      |                                         |
| Titan                                                     | –                                  | –                          | Martin Atlas                   |                                         |
|                                                           |                                    | Goslings: A World of Women | J. D. Beresford                |                                         |

## Neuerscheinungen Filme
| Deutscher Titel                                         | Deutschsprachiges Erscheinungsjahr | Originaltitel                                         | Regie             | Anmerkungen |
| ------------------------------------------------------- | ---------------------------------- | ----------------------------------------------------- | ----------------- | ----------- |
| Die außergewöhnlichen Abenteuer des Saturnino Farandola |                                    | Le avventure straordinarissime di Saturnino Farandola | Marcel Fabre      |             |
|                                                         |                                    | A Message from Mars                                   | J. Wallett Waller |             |

## Geboren
- Nikolai Amossow († 2002)
- Alfred Bester († 1987)
- John Boland († 1976)
- György Botond-Bolics († 1975)
- Wilhelm Wolfgang Bröll († 1989)
- Stuart J. Byrne († 2011)
- David Duncan († 1999) wurde bekannt als Drehbuchautor des SF-Klassikers Die Zeitmaschine
- Henry Hasse († 1977)
- Joseph E. Kelleam († 1975)
- Erich Kosch (Erih Koš) († 2010)
- Paul Linebarger († 1966), bekannt als Cordwainer Smith und für seine Instrumentalität der Menschheit
- Richard McKenna († 1964)
- Jane Rice († 2003)
- Ross Rocklynne († 1988)
- Jerry Sohl († 2002)
- C. C. MacApp, Pseudonym von Carroll M. Capps († 1971)
- Richard McKenna († 1964)
- Ross Rocklynne († 1988)
- Cordwainer Smith († 1966)
- Jeff Sutton († 1979)
- Martin Thomas († 1985)

## Gestorben
- Erich von Mendelssohn (* 1887)
- Anna Schultz (* 1858)